# Bousignies-sur-Roc
Bousignies-sur-Roc és un municipi francès, situat a la regió dels Alts de França, al departament del Nord. L'any 2006 tenia 395 habitants. Limita amb Bersillies-l'Abbaye, Hantes-Wihéries, Montignies-Saint-Christophe, Thirimont i Leval-Chaudeville (Bèlgica) i Cousolre. Està regat pel riu Hantes.
El maig de 2021 fou notícia que un pagès belga havia modificat la frontera entre els dos països només movent una de les fites frontereres establerta pel Tractat de Kortrij, (o de Courtrai) del 28 de març de 1820, situada entre aquesta localitat i Montignies-Saint-Christophe a Bèlgica, suposadament per permetre el pas d'un tractor.

## Demografia
| 1962                                       | 1968 | 1975 | 1982 | 1990 | 1999 | 2006 |
| ------------------------------------------ | ---- | ---- | ---- | ---- | ---- | ---- |
| 512                                        | 526  | 531  | 503  | 401  | 410  | 395  |
| Des de 1962: població sense dobles comptes |      |      |      |      |      |      |

## Administració
| Període   | Identitat       | Partit |
| --------- | --------------- | ------ |
| 1999-2008 | Fernand Fromont |        |
| 2008-     | Daniel Massart  |        |